# Tal der Ahnungslosen

La cobertura de la televisión de Alemania Occidental en Alemania Oriental y los transmisores cerca de la frontera interalemana.

Tal der Ahnungslosen (Traducible al español como Valle de los desorientados) era una designación satírica para dos regiones en el sureste y noreste de la antigua Alemania Oriental.
Los habitantes de estas áreas generalmente no podían recibir estaciones de televisión de Alemania Occidental. Las estaciones de televisión de Alemania Occidental fueron ampliamente consideradas como más confiables en su cobertura noticiosa que sus contrapartes de Alemania Oriental y por lo tanto las personas que no podían recibir esas estaciones se consideraban menos informadas sobre la situación política en su país y el mundo, a pesar de tener todavía acceso a algo de la radio del occidente.
A partir de finales de los años 70, las autoridades de Alemania Oriental se resignaron a la presencia de Westfernsehen (televisión occidental) y con la introducción de las tecnologías de cable (y posteriormente satélite), el número de residentes de Alemania Oriental (incluso en zonas alejadas de la frontera) sin acceso a por lo menos un canal occidental disminuyó más.